# Justinus Kerner
Justinus Andreas Christian Kerner (Ludwigsburg, 1786. szeptember 18. – Weinsberg, 1862. február 21.) német költő és orvosi író.

## Élete
Atyja halála után egy posztógyárban inaskodott, míg Karl Philipp Conz költő felismervén tehetségét, módot nyújtott neki, hogy a tübingeni egyetemet (1804) látogathassa. Itt orvosnak készült és megismerkedett Ludwig Uhland és Gustav Schwab költőkkel. 1809-ben utazni ment és 1811-től több helyütt, legutóbb Weinsbergben, mint orvos működött 1851-ig, amikor csaknem teljesen megvakulva, visszavonult a közélettől.
Már legelső kötetével (Reiseschatten) magára vonta a figyelmet egészséges humora és éles, szatirikus megfigyelő tehetsége miatt. Hozzájárult a Poetischer Almanach és a Deutscher Dichterwald szerkesztéséhez, melybe legszebb költeményeit írta. Számos dalát és balladáját még most is énekelik (Wohlauf noch getrunken, bordal stb.). Liráján a búskomorság fájó érzelme visszhangzik, melyet a túlvilági lét vágya, a halálról elmélkedés, az ideális világ utáni epekedés idéz föl benne.
Költeményei: Gedichte (5. kiadás Stuttgart, 1854); Der letzte Blütenstrauss (uo. 1852) és Winterblüten (uo. 1859). Misztikus hajlamainak hódolva, bővebben foglalkozott az állati delejességgel (hipnotizmus) és a spiritizmussal; ezen tanulmányainak nyoma látszik meg többi művein: Geschichte zweier Somnambulen (Karlsruhe, 1824); Beobachtungen aus dem Gebiete der Geisterkunde (5 kötet, Stuttgart, 1840-53); Erinnerungen an F. A. Messmer (Frankfurt, 1856), stb.